# Irene Diplosinadena
Irene Diplosinadena fou una sebastocratoressa romana d'Orient i segona muller del sebastocràtor Isaac Comnè, germà gran de l'emperador romà d'Orient Manuel I Comnè.
No es coneix la identitat dels seus pares, tot i que el seu cognom indica que formava part de la família dels Sinadens per part de pare i de mare. Contragué matrimoni amb Isaac el 1146.
Isaac i Irene tingueren dues filles:
- Teodora Comnena (nascuda cap al 1145 i morta després del 1185), que el 1158 es casà amb el rei Balduí III de Jerusalem i, després de la mort del seu marit, esdevingué amant del futur emperador Andrònic I Comnè.[2]
- Eudòxia Comnena, casada amb Guilhèm VIII de Montpeller i àvia materna de Jaume I el Conqueridor.[3]

Manuel I utilitzà les seves nebodes per consolidar les relacions exteriors de l'imperi, concedint la seva mà a nobles estrangers. Així, la filla gran d'Irene, Teodora, es casà amb el rei Balduí III de Jerusalem, mentre que la petita, Eudòxia, contragué matrimoni amb Guillem VIII de Montpeller i fou àvia materna de Jaume I el Conqueridor. Una de les nebodes d'Irene, Maria, es casà amb el rei Esteve VI d'Hongria.